# Swatawa van Polen
Swatawa van Polen (circa 1048 - 1 september 1126) was van 1062 tot 1085 hertogin-gemalin en van 1085 tot 1092 koningin-gemalin van Bohemen.

## Levensloop
Ze was een dochter van hertog Casimir I van Polen en Dobrognewa van Kiev. Rond het jaar 1062 huwde ze met Vratislav II, hertog van Bohemen. Swatawa was daarmee Vratislavs derde vrouw en ze kregen vijf kinderen:
- Boleslaus (gestorven in 1091)
- Bořivoj II (1064-1124), van 1100 tot 1107 en van 1117 tot 1120 hertog van Bohemen.
- Wladislaus I (1065-1125), van 1109 tot 1117 en van 1120 tot 1125 hertog van Bohemen.
- Judith (1066-1108), huwde met Wiprecht van Groitzsch.
- Soběslav I (1075-1140), van 1125 tot 1140 hertog van Bohemen.

Door het huwelijk was de neutraliteit van Bohemen in het conflict tussen Duitsland en Polen doorbroken en stond Bohemen vanaf dan aan de zijde van Polen. Vratislav II onderhield vriendschappelijke betrekkingen met zijn schoonbroer Boleslaw II, nadat ze eerder een conflict hadden gehad over de Boheems-Poolse grenzen. 
In 1085 werden Swatawa en Vratislav tot koningin-gemalin en koning van Bohemen gekroond. In 1092 stierf Vratislav. Swatawa was de volgende jaren getuige hoe de Boheemse troon van het ene familielid naar het andere ging binnen het huis Přemysliden. Ook moest ze vaak bemiddelen tussen haar zoons Wladislaus I en Soběslav om conflicten te vermijden en was ze in 1111 betrokken bij onderhandelingen tussen haar zoon Wladislaus en hertog Bolesław III van Polen. 
In 1125 koos haar zoon Wladislaus, die op sterven lag, zijn familielid Otto II van Olomouc tot troonopvolger, wat ook de wens van zijn vrouw Richeza van Berg. Swatawa kon echter Wladislaus ervan overtuigen om Soběslav te benoemen tot troonopvolger, waarna de broers zich verzoenden. In 1126 overleed ze. Omdat ze een voor die tijd ongewoon hoge leeftijd bereikte, overleefde ze vier van haar vijf kinderen.